# Euxoa albilinea
Euxoa albilinea là một loài bướm đêm trong họ Noctuidae.